# SK Moravan Prostějov

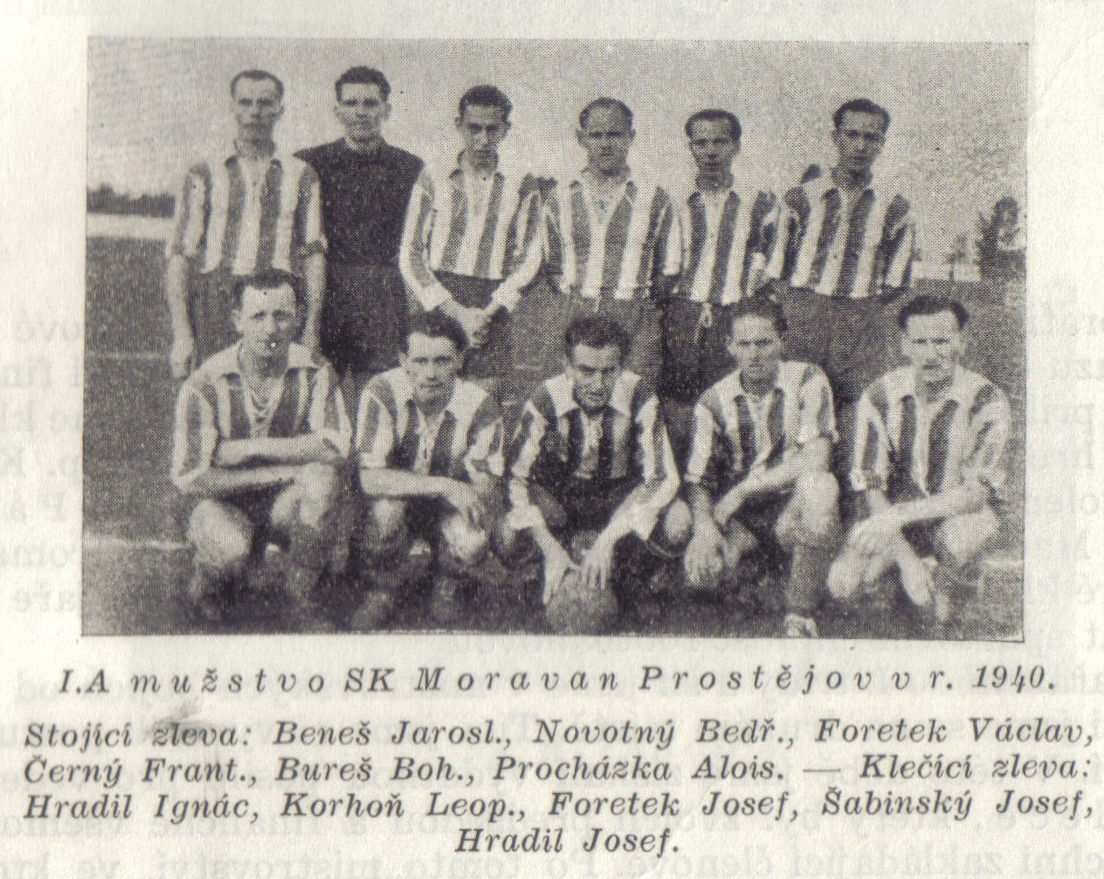
Foto týmu SK Moravan Prostějov (1940)

SK Moravan Prostějov byl fotbalový klub, který byl založen v roce 1929. První mistrovskou soutěží byla účast ve IV. třídě HHŽF (Hameleho hanácká župa fotbalová). V roce 1933 se dostal až do její II. třídy, kde se udržel tři roky. Předsedou klubu byl v tomto období Antonín Ventruba. V roce 1937 klub prošel generační výměnou.
Zachovala se jména některých členů klubu – např. Bohumil Kupka, Ignác Punčochář, Karel Kouřil, Leopold Korhoň, Josef Foretek, František Pavelka, Bohumil Bureš. Klub se opět dostal do II. třídy a v sezoně 1939–1940 dosáhl nejvyššího úspěchu – I.B třídy. Jednalo se o klub dělnických vrstev a byl v prvorepublikové době v Prostějově dosti populární. Zanikl ve válečných letech.
Dochoval se i klubový znak ve formě odznaku v modrobílých barvách.